# Mathías Goyeni
Mathías Goyeni, vollständiger Name Mathías Agustín Goyeni de Armas, (* 17. Januar 1995 in Montevideo) ist ein uruguayischer Fußballspieler.

## Karriere

### Verein
Der 1,73 Meter große Defensivakteur Goyeni gehörte in der Spielzeit 2014/15 dem Kader des Zweitligisten Liverpool Montevideo an. Dort debütierte am 25. April 2015 beim 4:0-Heimsieg gegen den Rocha FC in der Segunda División, als er von Trainer Alejandro Apud in die Startelf beordert wurde. Bis zum Saisonende, an dem sein Klub in die Primera División aufstieg, lief er in insgesamt fünf Zweitligaspielen auf. Ein Tor erzielte er nicht. In der Saison 2015/16 bestritt er acht Erstligabegegnungen (kein Tor).

### Nationalmannschaft
Goyeni nahm im März 2014 am Lehrgang der uruguayischen U-20-Nationalmannschaft teil. Sein Debüt in der U-20 feierte er spätestens am 17. April 2014 unter Trainer Fabián Coito mit einem Startelfeinsatz beim 1:1-Unentschieden im Freundschaftsländerspiel gegen die chilenische Auswahl. Des Weiteren kam er bislang bei den Länderspielen am 20. Mai 2014 und am 10. Juni 2014 jeweils gegen Paraguay zum Einsatz.